# Coutume de Bourbonnais
La Coutume de Bourbonnais est le recueil des dispositions du droit coutumier du duché de Bourbon, pays de coutume. Elle est rédigée en application de l'article 125 de l'ordonnance de Montils-lès-Tours prise par Charles VII en avril 1453, qui prévoit la mise par écrit des coutumes en vigueur dans le royaume. Elle est adoptée le 18 mars 1520 par l'assemblée des trois États du duché.

## Rédaction
La rédaction des coutumes du Bourbonnais fut engagée par le duc Pierre II de Bourbon, avec la permission donnée par Louis XI dans des lettres patentes de 1490, lorsqu'il nomma le 26 mars 1493 des commissaires chargés de parcourir les différentes châtellenies du duché pour y recueillir les « coutumes, usages, styles qui étoient pratiquez en chacune chastellenie » et en dresser procès-verbal. Sur la base de cette enquête et après consultation des trois États assemblés à Moulins, la Coutume est rédigée, sous 21 titres comprenant chacun plusieurs articles, et publiée le 19 septembre 1500.
On constata cependant que cette ancienne version était imparfaite. En 1520, Anne de France, duchesse douairière, et Charles III de Bourbon obtinrent des lettres patentes de François Ier pour une nouvelle rédaction, qui fut entérinée par les États le 18 mars 1520. Le roi l'autorisa par des lettres patentes du 13 mars 1521 et elle fut enregistrée le 20 mars 1521. Cette rédaction comporte des dispositions qui figuraient dans l'ancienne version, des dispositions observées de tout temps par la coutume mais omises dans l'ancienne version et des dispositions nouvelles jugées « utiles et profitables », avec le consentement des États. Le nom officiel de cette version définitive est Coutume générale du pays et duché de Bourbonnais.

## Étendue
La Coutume est mise en vigueur dans l'ensemble du duché et du ressort de la sénéchaussée de Bourbonnais ; des variantes locales sont reconnues à Verneuil, Saint-Pourçain-sur-Sioule, Billy et Germigny, mais elles ne portent que sur des points mineurs. Les actes d'Ébreuil mentionnent très fréquemment, jusqu'à la Révolution, une coutume locale d'Ébreuil, qui semble être restée orale, malgré le fait qu'en principe, après mars 1520, toutes les coutumes locales étaient abrogées, en dehors des quatre sus-mentionnées.
Vers les provinces du Berry, de la Marche, du Nivernais et de la Bourgogne, la Coutume ne s'étend pas au-delà des limites du Bourbonnais. Au contraire, au sud, où les limites institutionnelles avec l'Auvergne sont très complexes et imbriquées, certains territoires, qui relèvent pourtant de la sénéchaussée de Riom, appliquent la Coutume de Bourbonnais, ; c'est le cas, notamment, du bailliage de Montaigut-en-Combraille et de la justice de Saint-Pourçain.

## Contenu
Le texte de la Coutume, dans la version définitive, est réparti en 23 titres comprenant chacun un certain nombre d’articles. Les articles, au nombre de 288, sont numérotés de manière continue.

### Table des titres
- Titre premier : De jurisdiction et justice. 10 articles.
- Titre second : Des renvois. 2 articles.
- Titre troisième : Des prescriptions. 23 articles.
- Titre quatrième : Des exceptions. 3 articles.
- Titre cinquième : Des reproches. 9 articles.
- Titre sixième : Des délations de serment. 3 articles.
- Titre septième : Des assuremens. 11 articles.
- Titre huitième : Des crimes. 6 articles.
- Titre neuvième : Des repis et quinquenelles. 3 articles.
- Titre dixième : Des cessions de biens. 3 articles.
- Titre onzième : Des notaires. 12 articles.
- Titre douzième : Des lettres, contrats de vente, revente, et où est tenu le débiteur porter ce qu'il doit, des cas de saisine et de nouvelleté et simple saisine et matière possessoire. 10 articles.
- Titre treizième : Des exécutions. 59 articles.
- Titre quatorzième : De la taxe de dépens et amendes. 11 articles.
- Titre quinzième : Du droit et état des personnes. 8 articles.
- Titre seizième : Des tutelles. 10 articles.
- Titre dix-septième : Des bâtards et aubains. 5 articles.
- Titre dix-huitième : Des tailles personnelles. 20 articles.
- Titre dix-neuvième : Des donations. 10 articles.
- Titre vingtième : Des donations, dons mutuels et autres conventions faites en contrat de mariage. 13 articles.
- Titre vingt-unième : Des gens mariez, dots et douaires. 35 articles.
- Titre vingt-deuxième : Des communautés. 14 articles.
- Titre vingt-troisième : Des choses réputées meubles, conquêts ou héritages. 8 articles.

## Commentateurs
- Jean Papon, Commentaires sur les coutumes du Bourbonnais.
- Jean Duret, Commentaires aux coustumes du duché de Bourbonnois, Lyon, Benoist Rigaud, 1585[6].
- Matthieu Auroux des Pommiers publie en 1732 son principal ouvrage, Coutumes générales et locales du pays et duché de Bourbonnais[7], qui est une édition de la Coutume du Bourbonnais accompagnée d'un commentaire très développé et de nombreux documents.
- Claude-Marie Rouyer, Coutumes générales et locales du pays et duché de Bourbonnais, Moulins/Paris, 1779.